# El Jicarillo
El Jicarillo är en ort i Mexiko.   Den ligger i kommunen Tenampulco och delstaten Puebla, i den sydöstra delen av landet, 200 km öster om huvudstaden Mexico City. El Jicarillo ligger 361 meter över havet och antalet invånare är 182.
Terrängen runt El Jicarillo är kuperad åt sydost, men åt nordväst är den platt. El Jicarillo ligger uppe på en höjd. Runt El Jicarillo är det ganska tätbefolkat, med 62 invånare per kvadratkilometer. Närmaste större samhälle är San José Acateno, 17,9 km öster om El Jicarillo. Omgivningarna runt El Jicarillo är huvudsakligen savann.